# Florian Bauer
Florian Bauer (n. 11 februarie 1994, Altötting, Bavaria, Germania) este un bober ce a reprezentat Germania, medaliat olimpic. A participat la o ediție a Jocurilor Olimpice (2022) în care a câștigat două medalii de argint.